# Ngereklmadel
Ngereklmadel (auch: Mechebechubl, Mehebehubl, New Ngatbang, Ngerklamad, Madarabae, Madarabaye, Ngedbang) ist ein Ort im administrativen Staat Ngatpang auf der Insel Babeldaob in Palau.

## Geographie
Der Ort liegt im Südwesten von Ngatpang auf einer Landzunge, die von der Lagune und der Bucht Ngeremeduu Bay (Karamado Bay) gebildet wird. Höchster Punkt der Gegend ist der Hügel Klbael nördlich des Ortes, der eine Höhe von 99 m erreicht. Eine Straße führt nach Südosten, vorbei an der Ngatpang Quarry nach Elauesachel im Verwaltungsbezirk (Staat) Aimeliik.
Im Ort gibt es die Ngatpang Elementary School in der Nähe des Aimeliik Piers (艾美力克码头 – Aimelike mǎ tóu) und östlich des Ortes liegen in einer umgebauten Bucht die Ngatpang Milkfish Farm und die Ngatpang Giant Clam Farm. Vor der Küste im Westen liegen die Inselchen Orachel (Goragel) und Ordiilsau, deren Gewässer teilweise als Ngatpang Crab Conservation Area unter Naturschutz stehen.

## Klima
Das Klima ist tropisch heiß, wird jedoch von ständig wehenden Winden gemäßigt. Ebenso wie die anderen Orte von Palau wird Ngereklmadel gelegentlich von Zyklonen heimgesucht.